# 野村萬斎
 野村 萬斎（のむら まんさい）は、狂言方和泉流野村万蔵家の名跡。元は五世野村万造の隠居名。
- 初世野村萬斎 - 五世野村万造（1863年-1938年）の隠居名。晩年に「萬斎」と改名し、死去まで萬斎を名乗った。
- 二世野村萬斎（1966年-　） - 本項にて詳述。1994年に襲名。

二世野村 萬斎（のむら まんさい、本名：野村 武司（のむら たけし）、1966年〈昭和41年〉4月5日 - ）は、日本の能楽師（狂言方和泉流）、俳優、演出家。能楽狂言方和泉流野村万蔵家。父は二世野村万作、母は詩人の阪本若葉子。

## 概要

### 人物
狂言師・二世野村万作の長男として、東京都に生まれる。
1970年、3歳のときに『靱猿』の子猿役で初舞台を踏み、4歳のときに『いろは』で初シテを務めた。
父の万作は狂言師の道に進むことを強制したわけではないが、中学生になると型にはめ込まれる狂言を窮屈に感じて、自由さを求めて部活動のバスケットボールやバンド活動に勤しむ。また、他とは違うと思われたくないため、自分の家が狂言師の一族であることを周囲には明かさなかった。変声期になると声が出なくなり、より一層狂言に身が入らなくなった。高校に入り3年生の17歳で演じた『三番叟』で狂言の面白さに目覚め、狂言師の立場を認識して受け入れられた。
1989年に東京芸術大学音楽学部邦楽科能楽専攻を卒業した。

### 「萬斎」襲名 と名跡の分割相続
1994年、二世「萬斎」を襲名した。
伯父・初世野村萬（本名：野村太良）と父・二世野村万作（本名：野村二朗）の兄弟は、六世万蔵の息子で、六世の没後、万蔵家の名跡を分配することになった。

長男・太良（萬）が次期当主名である「万之丞」を経て、野村万蔵家（本家）の当主名である「野村万蔵」を七世として襲名した。そして、太良が万蔵家当主を退いたのち「野村万蔵」の名跡は、既に次期当主名である「万之丞」を襲名していた太良の長男・耕介（萬斎の従兄）が八世として引き継ぐ予定であった。
しかし、耕介は襲名を半年後に控えた2004年6月に父の太良（萬）に先立ち死去した。これを受け、太良の次男・良介（萬斎の従兄）が兄に代わり九世として当主名・「万蔵」を2005年1月に襲名し、今日に至る（八世は耕介に追贈された）。また、耕介が生前に名乗った次期当主が名乗る「万之丞」の名跡は耕介の甥（良介の長男）・虎之介が六世として襲名し、今日にいたる。
そして、次男である二朗（万作）は「二世万作」の舞台名を経たのちに、五世万造（六世万蔵の父）の隠居名・萬斎を相続することになっていた。しかし、二朗は自身の父・六世万蔵の本名でもあった「万作」という舞台名に愛着を持っていた事と、六世万蔵の本名に過ぎなかった「万作」の舞台名を一代で築きあげた自負から「萬斎」を二朗自身では名乗ることはせず、息子の武司に「萬斎」の名前を相続させることとした。それにより、1994年に武司が「萬斎」を二世として襲名することとなった。
この分割相続により、長男・太良（萬）の家系が江戸時代から代々続く当主名・「万蔵」と次期当主（跡取り）が名乗る「万之丞」の名跡を相続することとなった。そして、次男・二朗（万作）の家系が六世万蔵の本名・「万作」の名前と五世万造の隠居名・「萬斎」の名前を相続していく形となった。

### 狂言以外の活動
幼少より厳しい稽古が必要とされる伝統芸能の世界で育ちながら、狂言以外でも、俳優としてドラマ・映画・舞台などで幅広く活躍しており、端整な容姿と気品ある物腰、独特の発声などで存在感を示す。
NHKで1994年の大河ドラマ『花の乱』や、1997年の朝の連続テレビ小説『あぐり』、2000年のスペシャルドラマ『蒼天の夢 松陰と晋作・新世紀への挑戦』などに出演し、知名度を上げた。その後、2001年に映画『陰陽師』で主演し、また2008年に木曜時代劇『鞍馬天狗』で主演の鞍馬天狗（倉田典膳）を演じた。
NHK Eテレの子供向け番組『にほんごであそぼ』に、2003年の放送開始時よりレギュラー出演している。
東京2020 開会式・閉会式 4式典総合プランニングチームのチーフ・エグゼクティブ・クリエーティブ・ディレクターを務めることになっていたが、新型コロナウイルス感染拡大を受けた演出の見直しにともない解散した。
また、著作や舞台イベントなどで狂言の普及に努めるかたわら、日本伝統芸能と現代劇との融合を目指して『藪の中』や『RASHOMON』、『敦 - 山月記・名人伝 - 』などを演出し、評価を得た。
萬斎が主演した映画『陰陽師』の音楽をフィギュアスケーター羽生結弦が競技で使用してからの縁で、羽生が座長を務めるアイスショー『羽生結弦 notte stellata 2025』にゲスト出演およびコラボレーション演出を手掛け、東北の被災地の鎮魂と再生を祈念した『MANSAIボレロ』を6名のスケーターとのコラボレーション『MANSAIボレロ✕notte stellata』として披露した(会場は宮城県・利府町にあり、東北初披露となった)。また羽生と二人での『SEIMEI』を披露し、好評を博した。
父万作が早稲田大学の卒業生であり、自身も早稲田大学推薦校友である。

## 親族
父の兄弟は伯父・野村萬（七世野村万蔵）。叔父（四男）・野村四郎（観世流シテ方）、叔父（五男）・野村万之介（狂言方）がいる。また、伯父・萬は2024年現在、現役最高齢の狂言師である。
従兄に八世野村万蔵（五世万之丞）と九世野村万蔵がいる。従甥（従兄の子）に野村太一郎、六世野村万之丞、野村拳之介、野村眞之介（伯父・萬の孫）。
母方の曾祖父は福井県知事・鹿児島県知事などを務めた阪本釤之助で戦国武将・永井直勝の子孫にあたる。母方の祖父は詩人・ドイツ文学者の阪本越郎。越郎の兄に阪本瑞男、異母弟に高見順、従兄に永井荷風がいる。
長男・裕基も狂言師の道を歩みだしている。
長女・彩也子は2019年に父・萬斎、弟・裕基とともにKUMONのCMでメディアデビューを果たした。2020年4月1日付でTBSにアナウンサーとして入社した。

## 略歴
- 1970年：『靱猿』で初舞台。
- 1979年：筑波大附属小を卒業。
- 1981年：『千歳』を披く。
- 1982年：筑波大附属中を卒業。
- 1984年：『三番叟』を披く。
- 1985年：黒澤明監督作品『乱』で、鶴丸役（「野村武司」として出演）。
- 1985年：筑波大附属高を卒業。
- 1986年：『奈須与市語』を披く。
- 1987年：『ござる乃座』主宰（以後年2回）。
- 1988年：『釣狐』を披く。
- 1989年：東京芸術大学音楽学部邦楽科能楽専攻卒業。
- 1990年：『ハムレット』主演。
- 1994年：曾祖父・五世万造の隠居名、萬斎を襲名。NHK大河ドラマ『花の乱』で、細川勝元役。文化庁芸術家在外研修制度で渡英。
- 1996年：『花子』を披く。
- 1997年：NHK朝の連続テレビ小説 『あぐり』で、望月エイスケ役（吉行エイスケがモデル）。
- 2000年：司馬遼太郎原作『世に棲む日日』のNHKスペシャルドラマ『蒼天の夢 松陰と晋作・新世紀への挑戦』で、高杉晋作役。
- 2001年：『まちがいの狂言』演出・主演（シェイクスピア『間違いの喜劇』の翻案）。滝田洋二郎監督作品『陰陽師』で、安倍晴明役（映画初主演）。
- 2002年：世田谷パブリックシアター芸術監督に就任。
- 2003年：NHK子供番組 『にほんごであそぼ』出演開始。長男・野村裕基、『靱猿』で初舞台。ジョナサン・ケント演出『Hamlet』に主演し、「男優だけのハムレット」として日本公演のほかロンドン公演を行った。
- 2004年：ギリシャ・アテネの古代劇場で上演された蜷川幸雄演出のギリシャ悲劇『オイディプス王』に主演。9月2日、重要無形文化財総合指定者に認定（総合認定役割：狂言方（和泉流））[9]。
- 2007年：世田谷パブリックシアター芸術監督（2期目）
- 2008年：東京大学教養学部非常勤講師。
- 2009年：明治大学国際日本学部非常勤講師。
- 2010年：『現代能楽集V〜「春独丸」「俊寛さん」「愛の鼓動」』で、企画・監修。
- 2011年：文部科学省日本ユネスコ国内委員会委員に就任。
- 2016年：映画『シン・ゴジラ』にてモーションキャプチャによるゴジラ役を担当[2]。公開当日まで出演はシークレットとなっていた。
- 2021年：石川県立音楽堂邦楽監督に就任[10]。
- 2021年：公益社団法人全国公立文化施設協会会長に就任[11]。テレビ朝日木曜ドラマ『ドクターX ～外科医・大門未知子～』シーズン7に蜂須賀隆太郎役で出演。
- 2022年：世田谷パブリックシアター芸術監督を退任。
- 2023年：全国共同制作オペラ J.シュトラウスⅡ世「こうもり」演出

## 受賞歴
1997年
- 第15回ザテレビジョンドラマアカデミー賞 助演男優賞（『あぐり』）[12]
- ベストドレッサー賞 文化部門

1998年
- エランドール賞 特別賞
- 第6回橋田賞 新人賞[13]
- 日刊スポーツ・ドラマグランプリ 助演男優賞（『あぐり』）

1999年
- 文化庁芸術祭演劇部門新人賞（『藪の中』の演出）
- 読売演劇大賞 優秀男優賞（『子午線の祀り』）

2001年
- 第44回ブルーリボン賞 主演男優賞（『陰陽師』の主演）
- 第25回日本アカデミー賞 新人俳優賞・優秀主演男優賞（『陰陽師』の主演）

2003年
- 読売演劇大賞優秀男優賞（『オイディプス王』・『まちがいの狂言』）
- 芸術選奨文部科学大臣新人賞（古典芸術部門 狂言『髭櫓』朗読『弟子』）

2006年
- 紀伊國屋演劇賞（『敦 - 山月記・名人伝 - 』の演出・構成）
- 朝日舞台芸術賞（『敦 - 山月記・名人伝 - 』の演出・構成・出演）

2007年
- モンブラン国際文化賞

2012年
- 文化庁芸術祭演劇部門優秀賞（『花子』の成果）

2013年
- 第36回日本アカデミー賞 優秀主演男優賞（映画『のぼうの城』の主演）[14]
- 2013年度 ベスト・ファーザー イエローリボン賞

2018年
- 第20回千田是也賞（『子午線の祀り』の演出）

2021年
- 2021年度 観世寿夫記念法政大学能楽賞[15]

2022年
- 第43回松尾芸能賞大賞[16]

2024年
- 2024年度 第20回坪内逍遙大賞[17]

## 出演

### テレビドラマ
- 大河ドラマ（NHK総合）
  - 花の乱（1994年） - 細川勝元 役
  - どうする家康（2023年）- 今川義元 役[18]
- 連続テレビ小説あぐり（1997年4月7日 - 10月4日、NHK総合） - 望月エイスケ 役（吉行エイスケがモデル）
- 蒼天の夢 松陰と晋作・新世紀への挑戦（2000年1月3日、NHK総合） - 高杉晋作 役
- 鞍馬天狗（2008年1月17日 - 3月6日、NHK総合） - 主演・鞍馬天狗 役[19]
- あの戦争は何だったのか 日米開戦と東條英機（2008年12月24日、TBS） - 昭和天皇 役
- 負けて、勝つ 〜戦後を創った男・吉田茂〜（2012年9月8日 - 10月6日、NHK総合） - 近衛文麿 役
- オリエント急行殺人事件（2015年1月11日・12日、フジテレビ） - 主演・勝呂武尊 役（日本版エルキュール・ポアロ役）[20]
- 黒井戸殺し（2018年4月14日、フジテレビ） - 主演・勝呂武尊 役[21][22]
- 死との約束（2021年3月6日、フジテレビ） - 主演・勝呂武尊 役[23]
- ドクターX〜外科医・大門未知子〜 第7シリーズ（2021年10月14日 - 12月16日、テレビ朝日） - 蜂須賀隆太郎 役[24][25]
- アクターズ・ショート・フィルム3「虎の洞窟」（2023年2月11日、WOWOWプライム） - 監督・脚本・出演[26]
- アンチヒーロー（2024年4月14日 - 6月16日、TBS） - 伊達原泰輔 役[27][28]

### 映画
主演は太字
- 乱（1985年、監督：黒澤明） - 鶴丸 役 ※「野村武司」名義
- 陰陽師（2001年、監督：滝田洋二郎） - 安倍晴明 役
- 陰陽師II （2003年、監督：滝田洋二郎） - 安倍晴明 役
- のぼうの城（2012年[29]） - 成田長親 （のぼう様）役
- 風立ちぬ（2013年、製作：ジブリ） - カプローニ 役（声の出演）[30]
- GAMBA ガンバと仲間たち（2015年、製作：白組） - ノロイ 役（声の出演）[31]
- スキャナー 記憶のカケラをよむ男（2016年） - 仙石和彦 役[32]
- シン・ゴジラ（2016年） - ゴジラ 役（モーションアクター）[33][2]
- 花戦さ（2017年） - 初代池坊専好 役[34]
- 七つの会議（2019年） - 八角民夫 役[35]
- リボルバー・リリー（2023年）[36] - 滝田（洋裁店店主）役
- もしも徳川家康が総理大臣になったら（2024年） - 徳川家康 役[37]

### 舞台（伝統狂言以外）
- 子午線の祀り（1999年2月3日 - 20日、新国立劇場） - 新中納言知盛 役
- まちがいの狂言（2001年、世田谷パブリックシアター／イギリス・グローブ座公演） - 演出・主演（シェイクスピア『間違いの喜劇』の翻案）
- オイディプス王（2002年・2004年、 - 主演・オイディプス 役
- ジョナサン・ケント演出「ハムレット〜Hamlet」（2003年6月7日 - 7月26日、世田谷パブリックシアター／ロンドン公演）主演・ハムレット役
- 国盗人―W.シェイクスピア「リチャード三世」より（2009年12月5日 - 12日、世田谷パブリックシアター） - 演出・主演
- 敦－山月記・名人伝－（2005年、2015年6月13日 - 21日、世田谷パブリックシアター） - 演出、主演：「山月記」李徴／「名人伝」紀昌 役[38][39]
- わが魂は輝く水なり（2008年5月4日 - 27日、Bunkamuraシアターコクーン） - 主演・斎藤実盛 役
- 蜷川幸雄演出「ファウストの悲劇」（2010年7月4日 - 25日、Bunkamuraシアターコクーン） - 主演・ファウスト博士 役
- 三谷幸喜作演出「ベッジ・パードン bedge pardon」（2011年、世田谷パブリックシアター） - 夏目漱石 役

### ドキュメンタリー
- このあたりのもの〜禍（わざわい）の時、狂言三代の見つめる遠い未来〜 （2020年10月、NHK BS8K・BS4K等）

### 教育番組
- にほんごであそぼ（2003年 - 2022年、NHK Eテレ）
- 100分de名著 伊勢物語（2020年、NHK Eテレ） - 朗読[40]
- NHKアカデミア「野村萬斎 現代に生かす狂言の技と心」（2024年4月3日・10日、NHK Eテレ）

### CM
- PARCO（1987年）※「野村武司」名義
- 本田技研工業（2011年）「フィット10周年特別仕様車」篇、「ライフ特別仕様車」篇
- 公文（2014年2月1日 - ） - 2017年より長男の野村裕基と共演[41][42]、2019年より長女の野村彩也子と3人で共演
- ヤマサ醤油「鮮度の一滴」 “マイしょうゆ”篇（2015年9月23日 - ）
- ボス 『関が原篇』石田三成、『忠臣蔵篇』大石内蔵助。
- 日本コカ・コーラ「綾鷹」（2019年6月 - ）
- 花王「ビオレガード」（2019年 - ）

### ラジオ
- FMシアター ラジオドラマ「バビロンに行きて歌え」（1992年3月22日、NHK-FM） - ターリク 役　※「野村武司」名義
- 野村萬斎の少年時代〜初心忘るべからず（2023年8月27日、ニッポン放送）※地上波ラジオ初パーソナリティー[43][44]
- 野村萬斎の新春福袋（2024年1月1日、NHKラジオ第1）[45]
- 野村萬斎のラジオで福袋（2024年10月26日 - 、NHKラジオ第1）※2024年5月1日・2日にNHK-FMで特番として放送。2024年10月より土曜第4週に月1回レギュラー放送。[46]

## 著作物

### 書籍
- 野村萬斎『萬斎でござる』（朝日新聞社、1999年）
  - 朝日文庫でも刊行。（朝日新聞社、2001年）
- 野村萬斎『狂言サイボーグ』（日本経済新聞社、2001年）
- 小野幸恵『日本の伝統芸能はおもしろい(3) 野村萬斎の狂言』（野村萬斎監修、岩崎書店、2002年）
- 野村萬斎・土屋恵一郎『狂言三人三様 第1回 野村萬斎の巻』（岩波書店、2003年）
- 『野村萬斎 What is 狂言?』（網本尚子監修・解説、檜書店、2003年）
- 野村萬斎『MANSAI◎解体新書』（朝日新聞出版、2008年）

### 映像資料
- 『万作・萬斎 狂言の世界』（NHKソフトウェア、2004年）
  - 「狂言師 野村萬斎 初舞台から襲名まで」（VHS版、1995年）
  - 「狂言師 野村萬斎 エイスケそしてニューヨーク」（VHS版、1998年）